# نبرد پشاور (۱۰۰۱)
نبرد پیشاور در ۲۷ نوامبر ۱۰۰۱ بین ارتش سلطان محمود غزنوی و ارتش شاهی جایپالا در نزدیکی پیشاور درگرفت. جایپالا شکست خورد و اسیر شد و در پی تحقیر شکست، بعدا خود را در آتش زد. این اولین جنگ از بسیاری از نبردهای مهم در گسترش امپراتوری غزنوی به شبه قاره هند توسط سلطان محمود غزنوی است.